# Josh Adam
Josh Adam (Glasgow; 3 de febrero de 2004) es un futbolista profesional escocés que juega como centrocampista en el Wrexham, de la EFL League One.

## Carrera profesional
Adam disputó 99 partidos en las categorías sub-18, sub-21 y UEFA Youth League con la Academia del Manchester City, en los que cosechó 18 goles y 12 asistencias. Ganó dos títulos de la Premier League 2 y dos de la Premier League 2. Sin embargo, quedó libre al expirar su contrato en mayo de 2024.

### Wrexham
El 10 de septiembre de 2024, tras impresionar al entrenador Phil Parkinson en una prueba, Adam firmó un contrato con el Wrexham hasta el final de la temporada 2024-25.